# Cànids
Els cànids (Canidae; del llatí, canis, ‘gos’) és una família biològica de gossos carnívors. Els membres d'aquesta família s'anomenen cànids. existint tres subfamílies dins de la família dels cànids, les quals són els borofagins i els hesperocionins, ja extints, i els actuals canins. Aquests es coneixien pel seu nom, i inclouen els gossos domèstics, llops, guineus, coiots i altres espècies existents i extintes.
Els cànids es troben a tots els continents, excepte a l'Antàrtida, on hi van arribar independentment o acompanyats dels éssers humans durant llargs períodes durant les migracions prehistòriques. La seva longitud varia des dels 2 metres de llargada del llop gris fins als 24 centímetres de longitud del guineu fennec. Les formes corporals dels cànids són similars, normalment tenen musell llargs, orelles verticals, dents adaptades per a esquerdar ossos i tallar la carn, potes llargues i cues arbustives. Majoritàriament són animals socials, conviuen en unitats familiars o grups reduïts i es comporten de manera cooperativa. Normalment, només es reprodueix la parella dominant d'un grup i una ventrada de cries anualment en un cau subterrani. Els cànids es comuniquen mitjançant senyals d’olor i vocalitzacions. Un dels cànids, el gos domèstic, va vincular-se fa molt temps amb els humans i avui continua sent un dels animals domèstics millor cuidats a les seves llars.

## Taxonomia

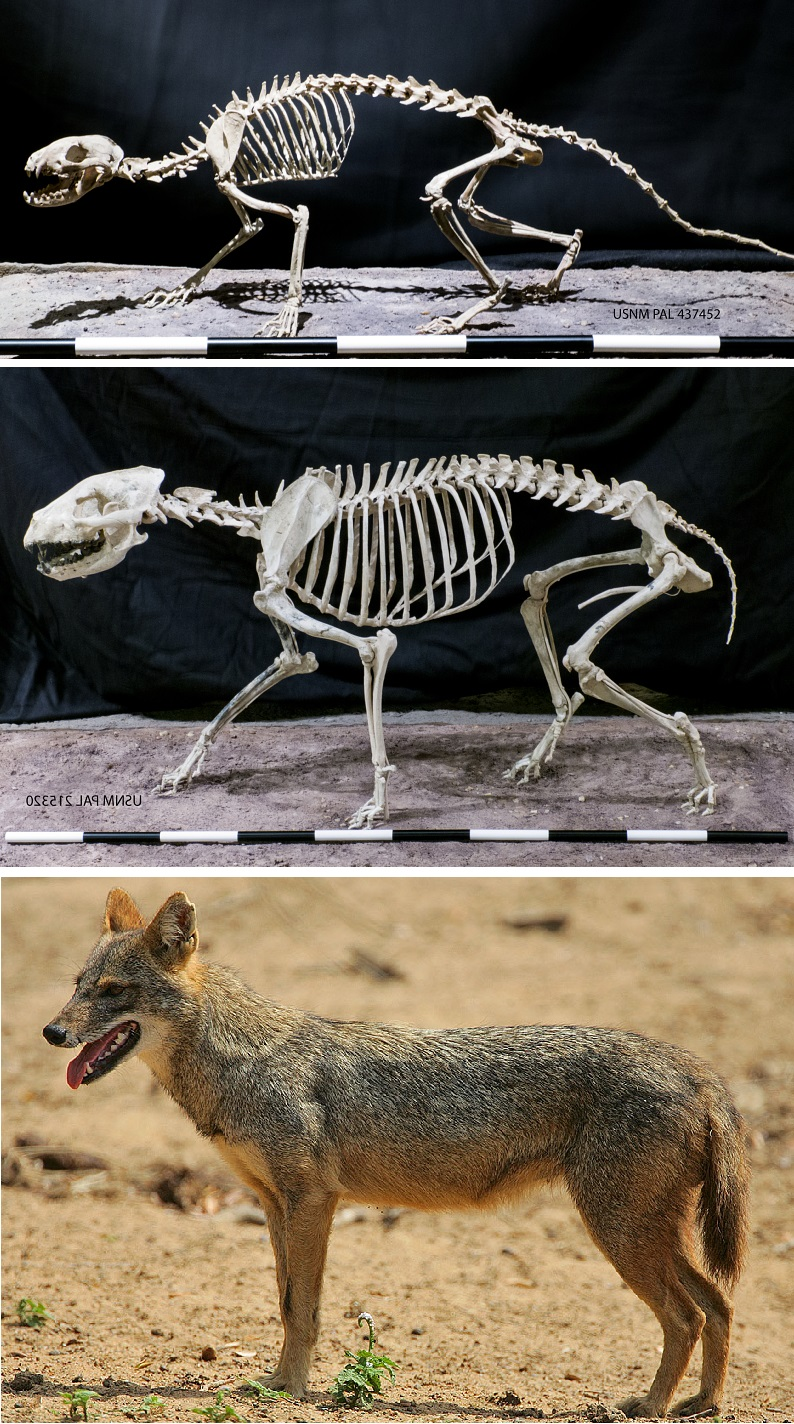
Representants de tres subfamílies de cànids: Hesperocyon (Hesperocyoninae), Aelurodon (Borophaginae) i Canis aureus o xacal comú (Caninae)

A la història dels carnívors, la família dels cànids està representada per les dues subfamílies extingides designades com Hesperocyoninae i Borophaginae, i la subfamília existent Caninae. Aquesta subfamília inclou tots els cànids vius i els seus parents fòssils més recents. Tots els cànids vius com a grup formen una relació monofilètica dental amb els extints borofàgins. Ambdós grups tenen un dent premolar (dos punts) al queixal carnisser inferior, cosa que dona a aquesta dent una capacitat addicional en la masticació. Això, juntament amb el desenvolupament d'un entocònid diferent i l’ampliació del talònid del primer molar inferior, i l’ampliació corresponent del taló del primer molar superior i la reducció del seu parastil distingeix aquests cànids de finals del Cenozoic i són les diferències essencials. que identifiquen el seu clade.
Els feliformes com els gats i els caniformes com els gossos van sorgir com a carnivoramofs al voltant de 45-42 milions d'anys. Els cànids van aparèixer per primera vegada a Amèrica del Nord durant l’ Eocè final (37,8-33,9 Ma). No van arribar a Euràsia fins al Miocè ni a Amèrica del Sud fins al Plasencià al Pliocè final.

### Relacions filogenètiques
Aquest cladograma mostra la posició filogenètica dels cànids dins de Caniformes, basada en troballes fòssils:
|  | Hesperocyoninae †                                                                                              |
|  | |
|  | \| \| Borophaginae † \| \| \| \| \| \| Canins (tots els moderns cànids i els seus parents extints) \| \| \| \| |
|  | |
|  | Borophaginae †                                                                                                 |
|  | |
|  | Canins (tots els moderns cànids i els seus parents extints)                                                    |
|  | |

|  | Borophaginae †                                              |
|  |                                                             |
|  | Canins (tots els moderns cànids i els seus parents extints) |
|  |                                                             |

|  | Hesperocyoninae †                                                                                              |
|  | |
|  | \| \| Borophaginae † \| \| \| \| \| \| Canins (tots els moderns cànids i els seus parents extints) \| \| \| \| |
|  | |
|  | Borophaginae †                                                                                                 |
|  | |
|  | Canins (tots els moderns cànids i els seus parents extints)                                                    |
|  | |

|  | Borophaginae †                                              |
|  |                                                             |
|  | Canins (tots els moderns cànids i els seus parents extints) |
|  |                                                             |

|  | Hesperocyoninae †                                                                                              |
|  | |
|  | \| \| Borophaginae † \| \| \| \| \| \| Canins (tots els moderns cànids i els seus parents extints) \| \| \| \| |
|  | |
|  | Borophaginae †                                                                                                 |
|  | |
|  | Canins (tots els moderns cànids i els seus parents extints)                                                    |
|  | |

|  | Borophaginae †                                              |
|  |                                                             |
|  | Canins (tots els moderns cànids i els seus parents extints) |
|  |                                                             |

|  | Hesperocyoninae †                                                                                              |
|  | |
|  | \| \| Borophaginae † \| \| \| \| \| \| Canins (tots els moderns cànids i els seus parents extints) \| \| \| \| |
|  | |
|  | Borophaginae †                                                                                                 |
|  | |
|  | Canins (tots els moderns cànids i els seus parents extints)                                                    |
|  | |

|  | Borophaginae †                                              |
|  |                                                             |
|  | Canins (tots els moderns cànids i els seus parents extints) |
|  |                                                             |

## Evolució
Actualment, els cànids són un grup divers d’unes 34 espècies que van des del llop de crinera amb les seves extremitats llargues fins al gos dels matolls de potes curtes. Els cànids moderns habiten en boscos, tundra, sabanes i deserts, així com en les parts tropicals i temperades del món. Les relacions evolutives entre les espècies s'han estudiat en el passat mitjançant enfocaments morfològics, però més recentment, els estudis moleculars han permès investigar les seves relacions filogenètiques. En algunes espècies, la divergència genètica ha estat suprimida per l’alt nivell de flux gènic entre diferents poblacions i on les espècies s'han hibridat, existeixen grans zones híbrides.

### Època del Eocè

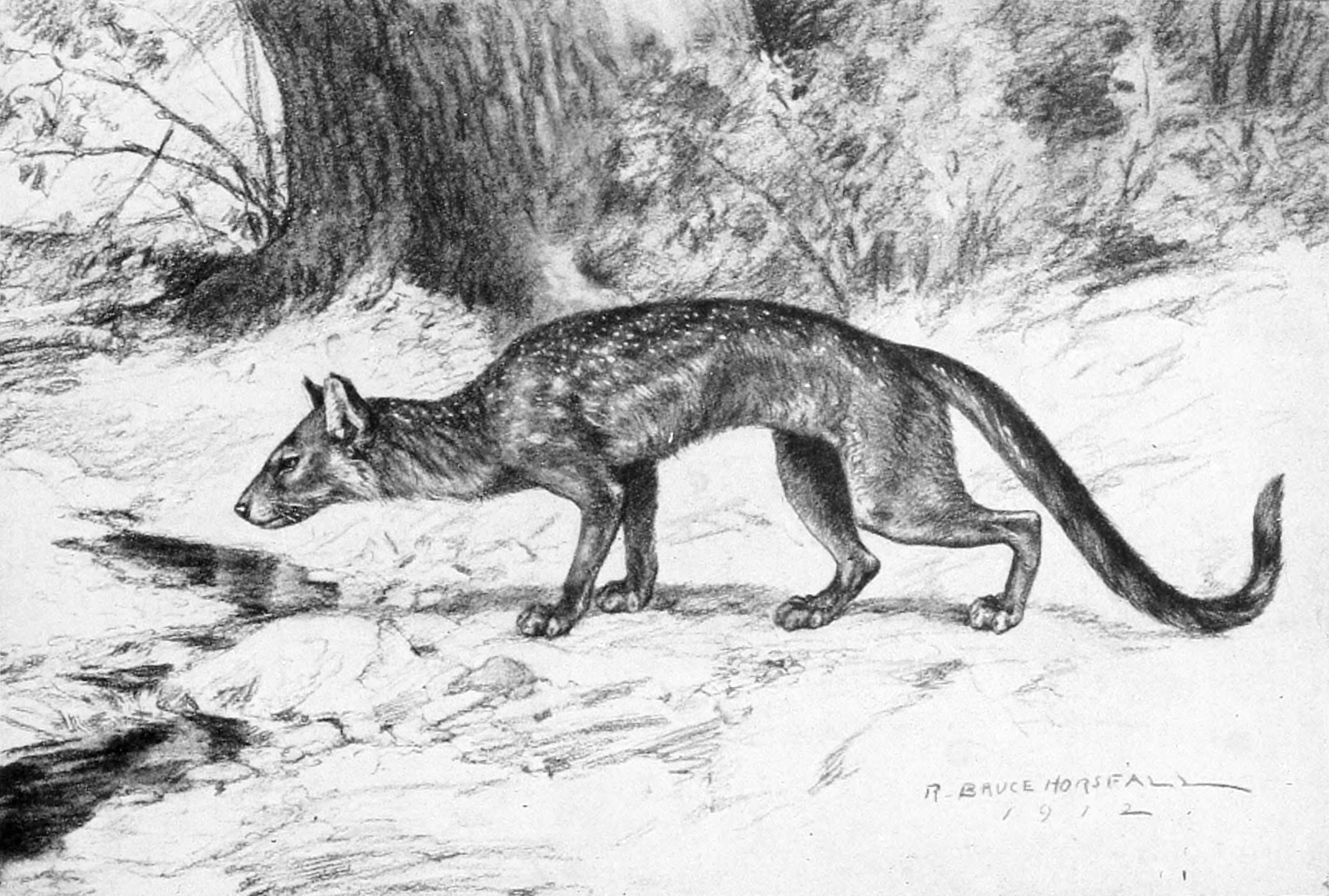
Reconstrucció artística del Hesperocyon, Robert Bruce Horsfall (1913)

Els carnívors van evolucionar després de l'extinció dels dinosaures no abans dels 66 milions d’anys. Fa aproximadament 50 milions d'anys o abans al Paleocè, els carnívors es van dividir en dues divisions principals: caniformes (semblants a gossos) i feliformes (semblants a gats). Als 40 milions d'anys, ja havia sorgit el primer membre identificable de la família dels gossos. Anomenat Prohesperocyon wilsoni, les seves restes fossilitzades s'han trobat a l’actual part sud-oest de Texas. Els trets principals que l’identifiquen com a cànid inclouen la pèrdua del terç molar superior (part d’una tendència cap a una mossegada més tallant) i l'estructura de l'orella mitjana que té una bulla ampliada (l'estructura òssia buida que protegeix les parts delicades de l'orella). Probablement el Prohesperocyon tenia extremitats lleugerament més llargues que els seus predecessors, i també tenia els dits paral·lels i estretament tocants, que difereixen notablement de les disposicions desplegades dels dígits dels óssos.
La família dels cànids aviat es va subdividir en tres subfamílies, cadascuna de les quals va divergir durant l'Eocè: Hesperocyoninae (uns 39,74-15 milions d'anys), Borophaginae (uns 34-2 milions d'anys) i Caninae (uns 34-0 milions d'anys). Els canins són l'única subfamília que sobreviu incloent tots els cànids actuals, inclosos els llops, les guineus, els coiots, els xacals i els gossos domèstics. Els membres de cada subfamília van mostrar un augment de la massa corporal amb el temps i alguns van presentar dietes hipercarnívores especialitzades que els feien propensos a l'extinció.

### Època del Oligocè
A l’ Oligocè, les tres subfamílies de cànids (Hesperocyoninae, Borophaginae i Caninae) havien aparegut als registres fòssils d’Amèrica del Nord. La branca més antiga i primitiva dels cànids va ser el llinatge Hesperocyoninae, que incloïa el Mesocyon de la mida del coiot de l'Oligocè (38-24 milons d'anys). Aquests primers cànids probablement van evolucionar per a la ràpida recerca de preses en un hàbitat de pastures assenblant-se als viverrids moderns en aparença. Els hesperocionins van acabar extingint-se al Miocè mitjà. Un dels primers membres de les Hesperocionins, el gènere Hesperocyon, va donar lloc a Archaeocyon i Leptocyon. Aquestes branques van portar als canins borofagins per radiació evolutiva.

### Època del Miocè

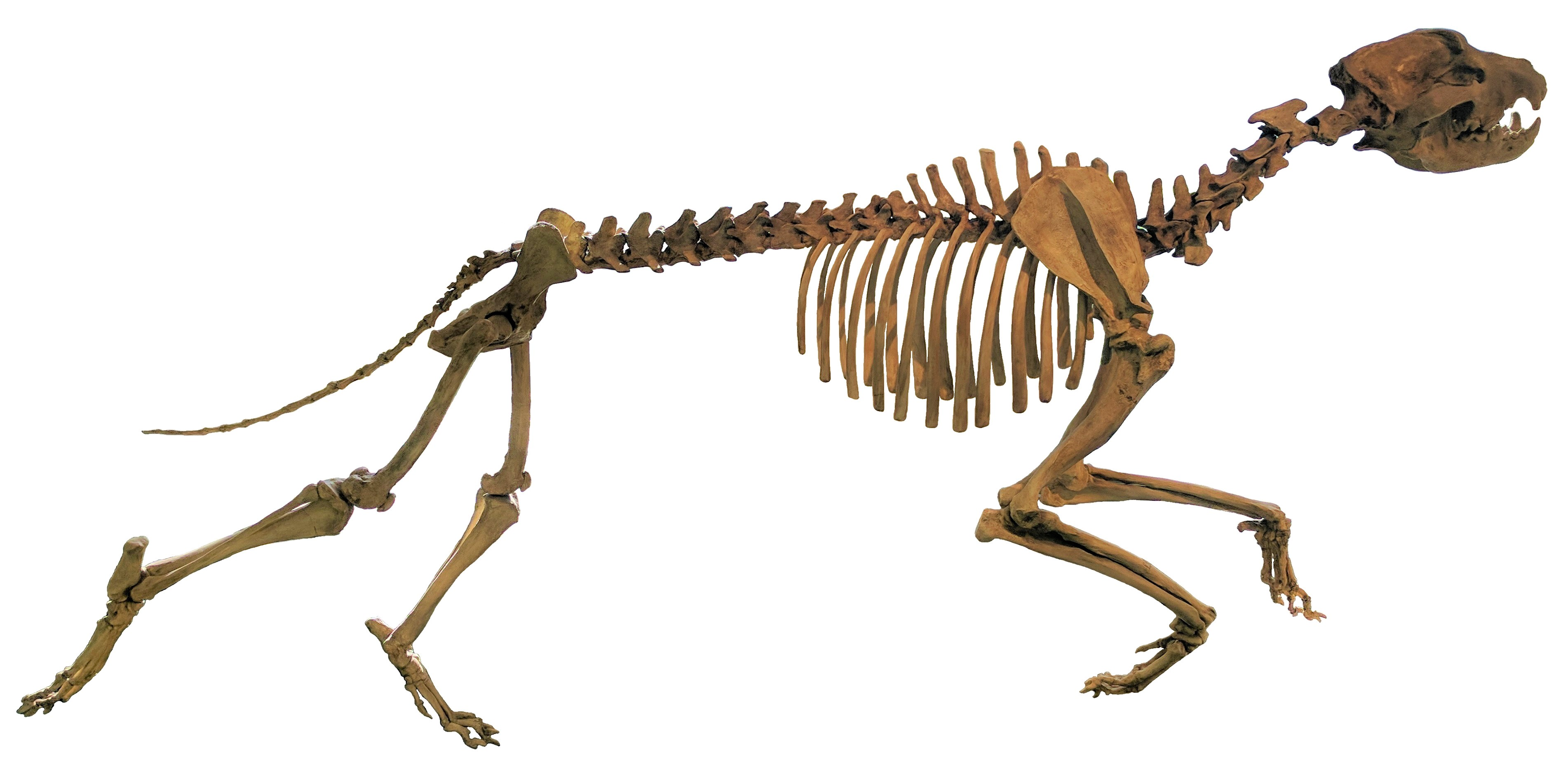
Esquelet d’Epicyon haydeni, el cànid més gran que va existir. Notem el cinquè dit reduït a les potes posteriors, un tret primitiu absent en els cànids moderns

Al voltant de 9-10 milions d'anys durant el Miocè final, els gèneres Canis, Urocyon i Vulpes es van expandir des del sud-oest d'Amèrica del Nord, on va començar la radiació canina. L'èxit d’aquests canins va estar relacionat amb el desenvolupament de les dents carnasseres inferiors capaces tant de masticació com del trencament. Al voltant dels 8 milions d'anys, a través de la terra de Beringia (estret de Bering) es va permetre que membres del gènere Eucyon entressin a Àsia i continuant per colonitzar Europa.

### Època del Pliocè
Durant el Pliocè, al voltant de 4-5 milions d'anys, va aparèixer el Canis lepophagus a Amèrica del Nord. Era petit i de vegades semblava a un coiot. Altres tenien característiques de llop. El coiot (Canis latrans) es pensa que ha descendit de Canis. lepophagus.
La formació de l’ istme de Panamà, fa uns 3 milions d’anys, va unir Amèrica del Sud amb Amèrica del Nord, permetent als cànids promoure el gran intercanvi americà d'espècies, on es van diversificar. No obstant això, l'ancestre comú més recent dels cànids sud-americans va viure a Amèrica del Nord uns 4 milions d'anys i és probable que hi hagués més d'una incursió a través del nou pont terrestre. Un dels llinatges resultants resulta de la guineu grisa (Urocyon cinereoargentus) i el llop gegant (Aeonocyon dirus), ja extint. L'altre llinatge estava format per les anomenades espècies endèmiques sud-americanes; el llop de crinera (Chrysocyon brachyurus), el gos d’orelles petites (Atelocynus microtis), el gos dels matolls (Speothos venaticus), la guineu menjacrancs (Cerdocyon thous) i les guineus sud-americanes (Lycalopex spp.). El monofiletisme d’aquest grup s'ha establert per mitjans moleculars.

### Època del Plístocè

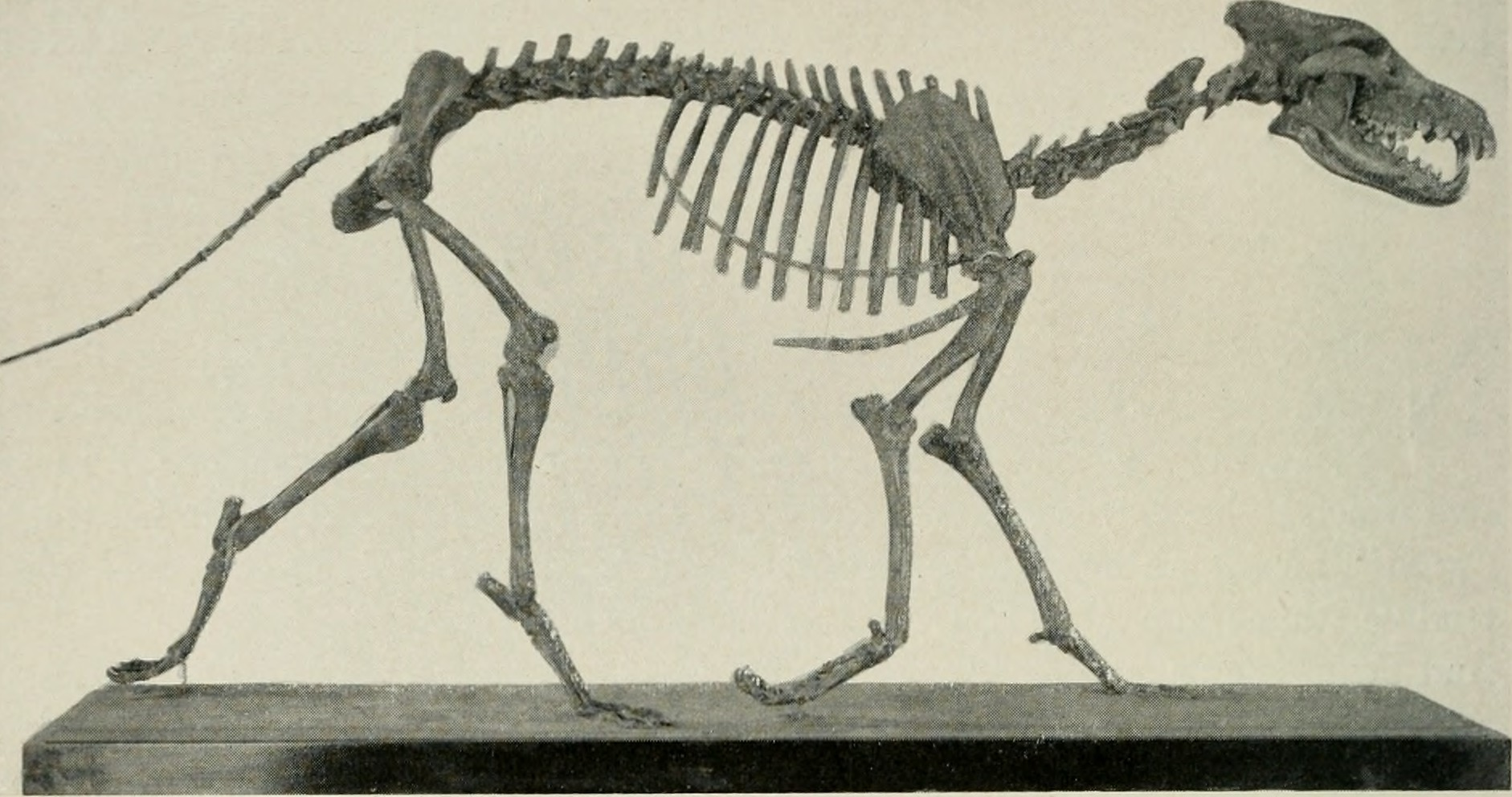
Esquelet de llop gegant, el llop més gros, extingit durant el Quaternari

Durant el Pleistocè, va aparèixer la línia del llop nord-americana, amb Canis edwardii, clarament identificable com a llop, i també va aparèixer el llop vermell (Canis rufus), possiblement descendent directe de Canis edwardii. Al voltant de 0,8 milions d'anys, va sorgir Canis ambrusteri a Amèrica del Nord. Un llop de grans dimensions, es va trobar a tota Amèrica del Nord i Central i finalment va ser suplantat pel seu descendent, el llop gegant, que es va estendre a Amèrica del Sud durant el Plistocè final.
Sobre els 0,3 milions d'anys, una sèrie de subespècies del llop gris (Canis lupus) s'havien desenvolupat i s'havien estès per Europa i el nord d’Àsia. El llop gris va colonitzar Amèrica del Nord durant el ranxolabreà a través del pont terrestre de Bering, amb almenys tres invasions separades, cadascuna formada per un o més clades de diferents llops grisos euroasiàtics. Els estudis d'ADNm han demostrat que hi ha almenys quatre llinatges existents de C. lupus. El llop gegant va compartir el seu hàbitat amb el llop gris, però es va extingir en un esdeveniment d'extinció a gran escala que es va produir fa uns 11.500 anys. Potser perquè era més carronyaire que caçador. Els seus molars semblen estar adaptats per aixafar ossos i potser es va extingit a conseqüència de l'extinció dels grans animals herbívors de les restes dels quals depenia.
Un estudi de 2015 amb seqüències de genomes mitocondrials i cartografia completa del genoma de cànids africans i eurasiàtics va indicar que els cànids existents semblants al llop van colonitzar Àfrica des d’Euràsia almenys cinc cops al llarg del Pliocè i el Plistocè, la qual cosa és coherent amb les proves fòssils que suggereixen que gran part de la diversitat de fauna canina africana va resultar de la immigració dels avantpassats eurasiàtics, probablement coincident amb les oscil·lacions climàtiques del Plio-Plistocè entre condicions àrides i humides. En comparar els xacals daurats africans i eurasiàtics, l'estudi va concloure que els exemplars africans representaven un llinatge monofilètic diferent que s'hauria de reconèixer com una espècie separada, Canis anthus (llop daurat africà). Segons una filogènia derivada de seqüències nuclears, el xacal comú eurasiàtic (Canis aureus) va divergir del llinatge llop / coiot fa 1,9 milions d'anys, però el llop daurat africà es va separar 1,3 milions d'anys. Les seqüències del genoma mitocondrial van indicar que el xacal d'Etiòpia va divergir del llinatge llop / coiot lleugerament abans.

## Característiques
Els cànids salvatges es troben a tots els continents, excepte a l’Antàrtida, i habiten una àmplia gamma d’hàbitats diferents, inclosos els deserts, les muntanyes, els boscos i les praderies. Varien de mida respecte de la guineu fennec, que pot arribar a ser de 24 cm de longitud i 0,6 kg de pes, al llop gris, que pot arribar a 160 cm de llarg i pot pesar fins a 79 kg. Només unes poques espècies són arborícoes: la guineu grisa, la guineu grisa de les illes Santa Bàrbara i el gos viverrí escalen habitualment als arbres.
Tots els cànids tenen una forma similar, com exemplifica el llop gris, tot i que la longitud relativa del musell, les extremitats, les orelles i la cua varien considerablement entre espècies. Amb les excepcions del gos arbustiu, el gos viverri i algunes races de gossos domèstics, els cànids tenen les potes relativament llargues i el cos lleuger, adaptats per perseguir les preses. Les cues són tupides i la longitud i la qualitat del pelatge varien segons la temporada. La porció del crani és molt més allargada que la de la família dels gats. Els arcs zigomàtics són amples, hi ha una carena lambdoïdal transversal a la part posterior del crani i en algunes espècies, una cresta sagital que va de davant a darrere. Les òrbites òssies al voltant de l’ull mai formen un anell complet i les bulles timpàniques són llises i arrodonides. Les femelles tenen de tres a set parells de glàndules mamàries.

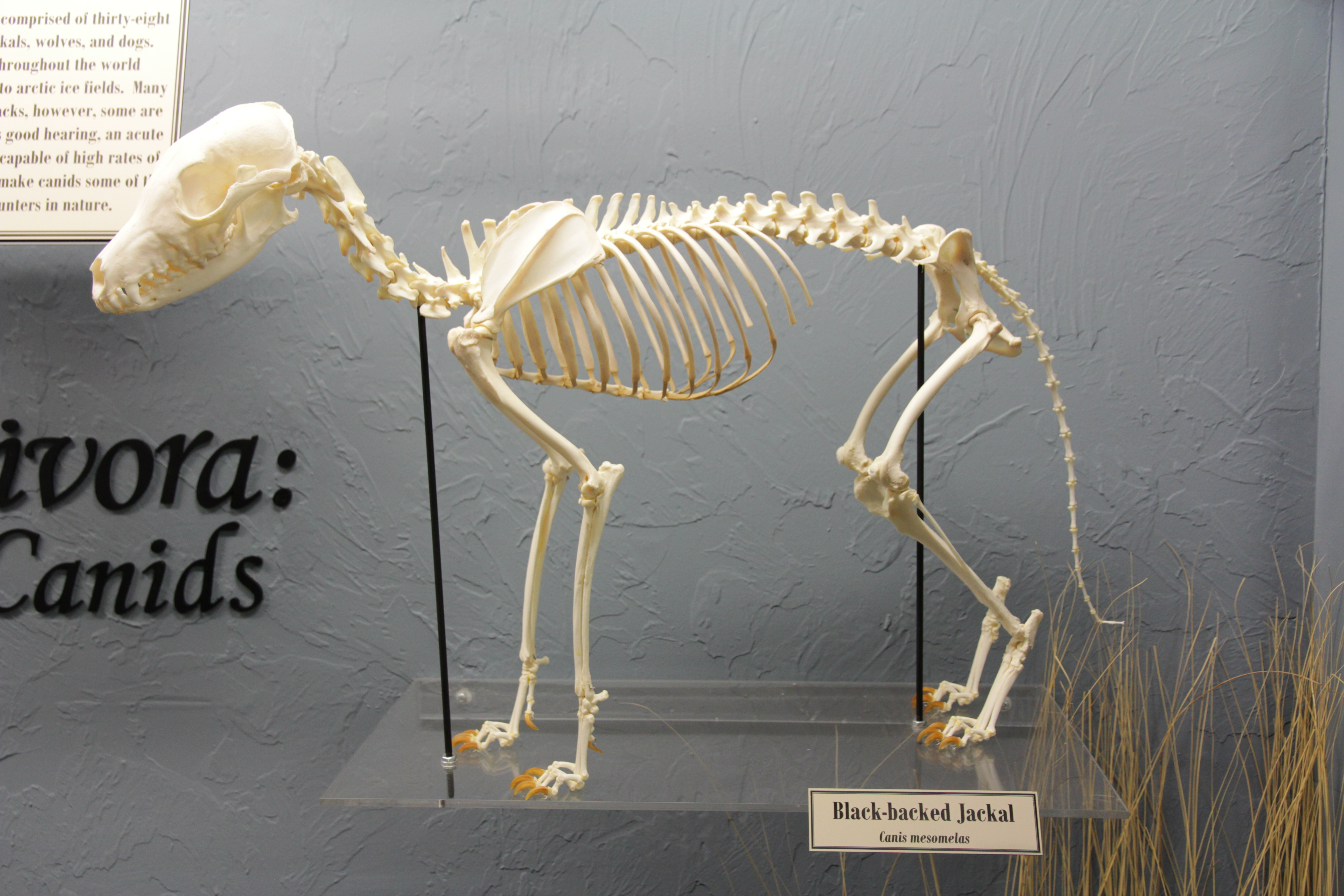
Esquelet d’un xacal de llom negre (Canis mesomelas) exposat al Museu d’Osteologia

Tots els cànids són digitígrads, és a dir, caminen sobre els dits dels peus. La punta del nas sempre està nua, igual que els coixinets esmorteïts a les plantes dels peus. Aquests últims consisteixen en un sol coixinet darrere de la punta de cada dit del peu i un coixinet central de més o menys tres lòbuls sota les arrels dels dígits. Els cabells creixen entre els coixinets i a la guineu àrtica, la planta del peu està densament coberta de pèl en algunes èpoques de l'any. A excepció del gos salvatge africà de quatre dits (Lycaon pictus), cinc dits es troben als peus anteriors, però el pollex (polze) es redueix i no arriba al terra. Als peus posteriors hi ha quatre dits, però en alguns gossos domèstics hi ha de vegades un cinquè dit vestigial, conegut com a espoló, però que no té cap connexió anatòmica amb la resta del peu. Les ungles lleugerament corbades no són retràctils i són més o menys contundents.
El penis dels cànids masculins està recolzat per un os anomenat bàcul. També conté una estructura a la base anomenada bulbus glandis, que ajuda a crear un llaç copulador durant l'aparellament, bloquejant els animals durant una hora. Els cànids joves neixen cecs, amb els ulls oberts poques setmanes després del naixement. Tots els cànids vius (Canins) tenen un lligament nuchal anàleg al dels ungulats que s'utilitza per mantenir la postura muscular activa del cap i del coll amb poc esforç. Aquest lligament els permet conservar l'energia mentre corre llargues distàncies seguint rutes d’olor amb el nas cap a terra. No obstant això, segons els detalls esquelètics del coll, es creu que almenys alguns dels Borofagins (com Aelurodon) no tenien aquest lligament.

### Dentadura

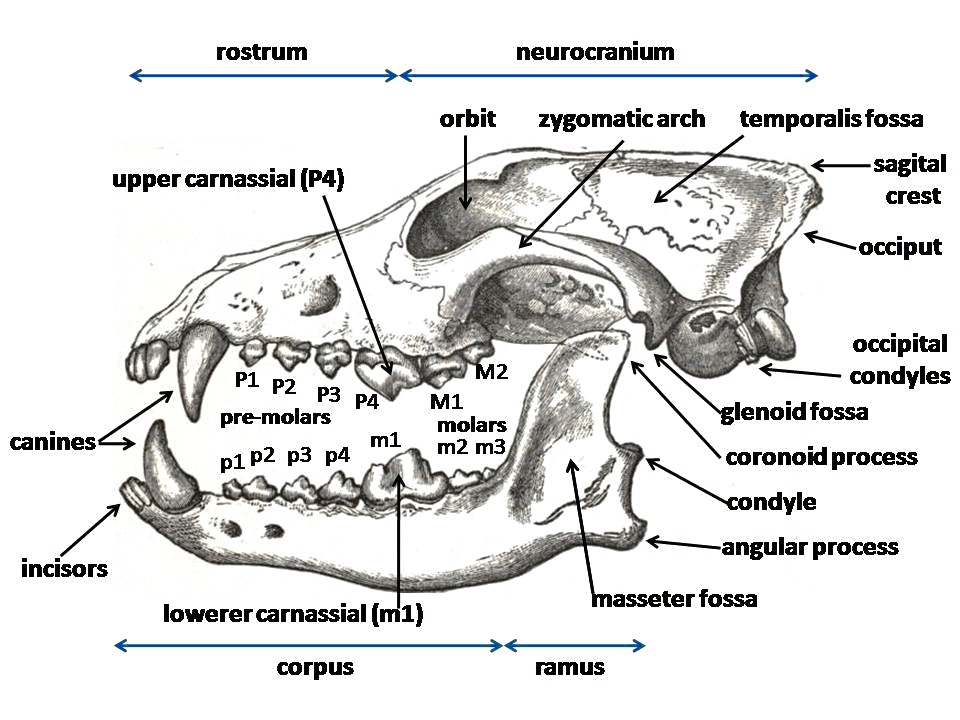
Esquema d'un crani de llop amb les característiques principals etiquetades

La dentició es relaciona amb la disposició de les dents a la boca, amb la notació dental per a les dents del maxil·lar superior que utilitzen les lletres majúscules I per designar incisius, C per als canins, P per als premolars i M per als molars i la minúscula lletres i, c, p i m per indicar els maxil·lars inferiors de la mandíbula. Les dents es numeren amb un costat de la boca i des de la part frontal de la boca fins a l'esquena. Als carnívors, el premolar superior P4 i el molar inferior m1 formen les dents canisseres que s'utilitzen junts en una acció de tisora per esquilar el múscul i el tendó de la presa.
Els cànids utilitzen els seus premolars per tallar i triturar excepte el quart premolar superior P4 (el carnisser superior) que només s'utilitza per tallar. Utilitzen els seus molars per moldre excepte el primer molar inferior m1 (el carnisser inferior) que ha evolucionat tant per tallar com per moldre en funció de l’adaptació dietètica del cànid. Al carnisser inferior, el queixal s'utilitza per tallar i el talònid s'utilitza per moldre. La proporció entre el trigònid i el talònid indica els hàbits dietètics d’un carnívor, amb un trigònid més gran que indica un hipercarnívor i un talònid més gran que indica una dieta més omnívora. A causa de la seva baixa variabilitat, la longitud del carnisser inferior s'utilitza per proporcionar una estimació de la mida corporal d'un carnívor.
Un estudi de la força de mossegada estimada a les dents canines d’una gran mostra de depredadors de mamífers vius i fòssils, quan es va ajustar per a la seva massa corporal, va trobar que per als mamífers placentaris la força de mossegada als canins era més gran en l'extint llop gegant (163)., seguit entre els cànids moderns pels quatre hipercarnívors que sovint depreden animals més grans que ells: el gos salvatge africà (142), el llop gris (136), el cuó (112) i el dingo (108). La força de mossegada als carnissers va mostrar una tendència similar a la dels canins. La mida més gran de la presa d'un depredador està fortament influenciada pels seus límits biomecànics.
La majoria dels cànids tenen 42 dents, amb una fórmula dental de: de: 3.1.4.2 3.1.4.3. El gos dels matolls només té un molar superior amb dos a sota, el cuó en té dos a sobre i dos a sota. i l'otoció té tres o quatre molars superiors i quatre inferiors. Les dents molars són fortes en la majoria de les espècies, cosa que permet als animals esquerdar els ossos oberts fins a arribar a la medul·la òssia. La fórmula de caducifoli o dents de llet en els cànids és 3.1.3 3.1.3, absent en els molars.

## Història natural

### Comportament social

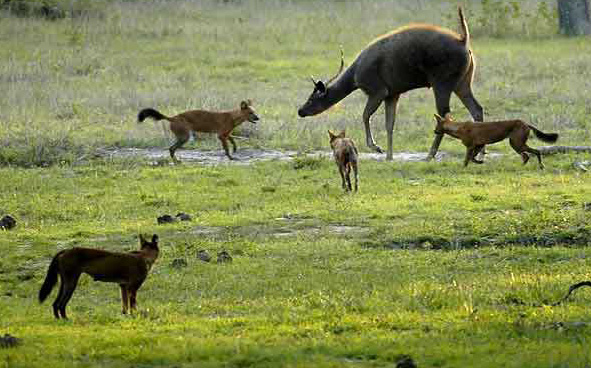
Cuó atacant un sambar, al Parc Nacional de Bandipur

Gairebé tots els cànids són animals socials i conviuen en grups. En general, són territorials o tenen una àrea domèstica i dormen a la intempèrie, utilitzant els seus caus només per a la reproducció i, de vegades, amb mal temps. En la majoria de les guineus i en molts dels vertaders gossos, una parella reproductiva de mascles i femelles treballen junts per caçar i criar les seves cries. Els llops grisos i alguns dels altres cànids més grans viuen en grups més grans anomenats llopades. Els gossos salvatges africans tenen llopades que poden arribar entre 20 i 40 animals i les llopades de menys de set individus poden ser incapaços de reproduir-se amb èxit. La caça en llopades té l'avantatge que es poden fer front a les preses més grosses. Algunes espècies formen llopades o viuen en petits grups familiars segons les circumstàncies, inclòs el tipus d’aliment disponible. En la majoria de les espècies, alguns individus viuen sols. Dins d’una llopada de cànids, hi ha un sistema de dominància de manera que els animals més forts i amb més experiència condueixen la manada. En la majoria dels casos, el mascle i la femella dominants són els únics membres que es reprodueixen.
Els cànids es comuniquen entre ells mitjançant senyals olfactives, per pistes i gestos visuals i per vocalitzacions com grunyits, lladrucs i udols. En la majoria dels casos, els grups tenen un territori d'origen des del qual expulsen d'altres per coespedificitat. El territori està marcat per la micció que deixa marques d'olor a través de l'orina, que adverteixen del pas dels individus. El comportament social també està condicionat per les secrecions de les glàndules de la superfície superior de la cua a prop de la seva arrel i de les glàndules anals, preputials, i glàndules supracaudals.

### Reproducció

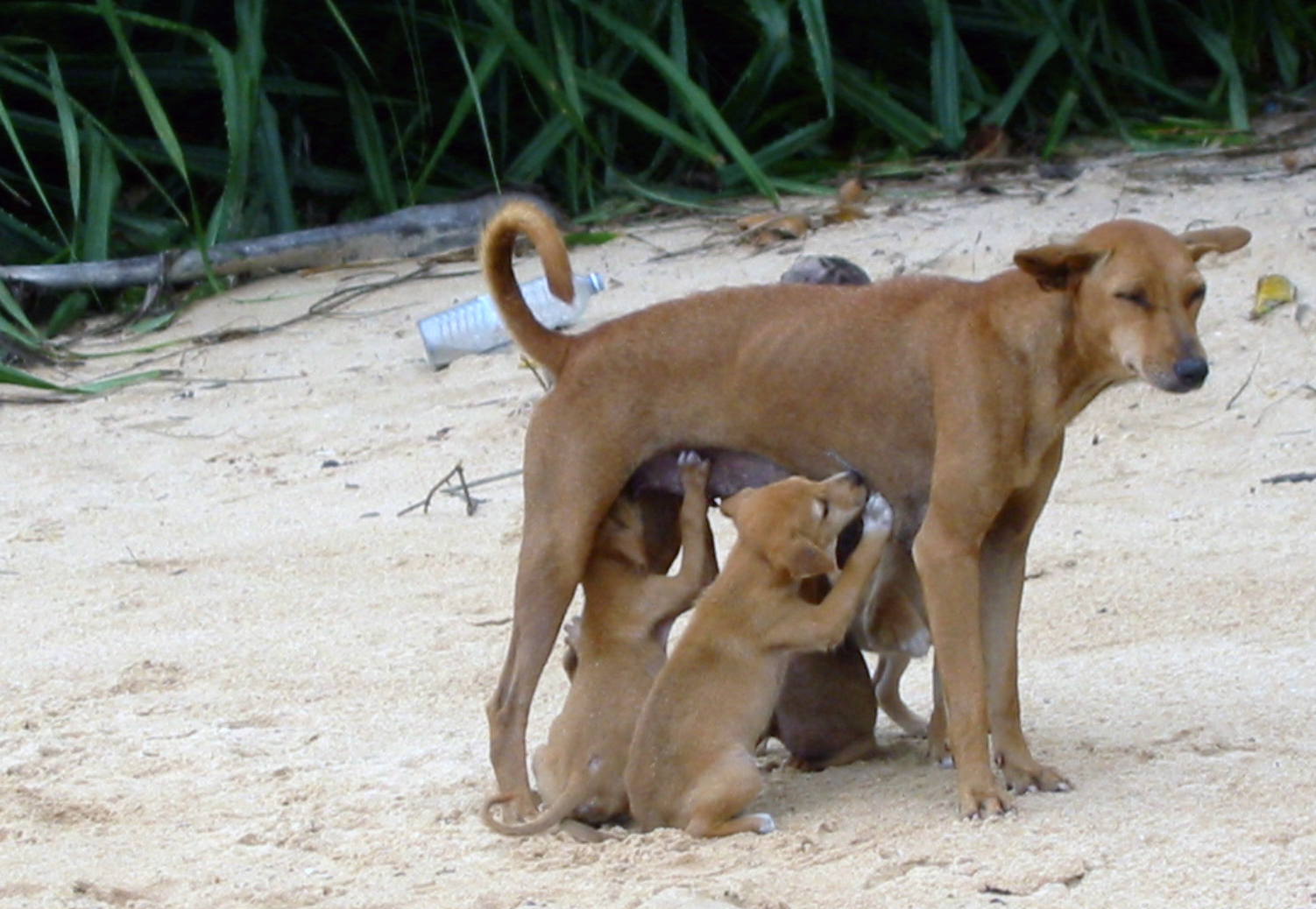
Un gos salvatge de Sri Lanka que alleta els seus cadells

Els cànids com a grup presenten diversos trets reproductius que són poc freqüents entre els mamífers en general. Normalment són monògams, proporcionen cura paterna a la seva descendència, tenen cicles reproductius amb llargues fases: cicle proestral i dioestral i tenen un llaç copulatori durant l’aparellament. També mantenen la descendència adulta en el grup social, suprimint la capacitat d’aquests per reproduir-se tot fent ús de la cura alloparental que poden proporcionar per ajudar a criar la propera generació de descendència.
Durant el període proestral, l’augment dels nivells d'estradiol fa que la femella sigui atractiva per al mascle. Hi ha un augment de la progesterona durant la fase oestral i la femella esdevé més receptiva. Després d'això, el nivell d'estradiol fluctua i hi ha una llarga fase dioestral durant la qual la femella està embarassada. El pseudoembaràs es produeix amb freqüència en cànids que han ovulat però no han pogut concebre. Un període de cicle estral segueix l'embaràs o pseudoembaràs, només hi ha un període oestral durant cada època de reproducció. Els cànids petits i mitjans tenen majoritàriament un període de gestació de 50 a 60 dies, mentre que les espècies més grans tenen una mitjana de 60 a 65 dies. L'època de l’any en què es produeix l’època de reproducció està relacionada amb la longitud del dia, com s'ha demostrat en el cas de diverses espècies que han estat desubicades a l’altre hemisferi a través de l'equador i que experimenten un canvi de fase de sis mesos. Els gossos domèstics i certs cànids petits en captivitat poden entrar en cicle estral amb més freqüència, potser perquè l’ estímul del fotoperíode es descompon en condicions d’il·luminació artificial.
La mida d’una ventrada varia, amb el naixement d’un a 16 o més cries. Els cadells neixen petits, cecs i desemparats i requereixen un llarg període de cura parental. Es guarden en un cau, sovint excavat a terra, per a la calor i la protecció. Quan els cadells comencen a menjar aliments sòlids, els dos pares i, sovint, altres membres del grup, els porten menjar de la caça. La majoria de les vegades es vomita de l'estómac de l’adult. Quan es produeix aquesta implicació en l'alimentació de les llopades, la taxa d'èxit reproductiu és superior a la del cas en què les femelles es separen del grup i crien les seves cries de forma aïllada. Els cànids joves poden trigar un any a madurar i aprendre les habilitats que necessiten per sobreviure. En algunes espècies, com el gos salvatge africà, les cries mascles solen romandre a la manada natal, mentre que les femelles es dispersen com un grup i s'uneixen a un altre petit grup del sexe oposat per formar una nova manada.

## Cànids i humans

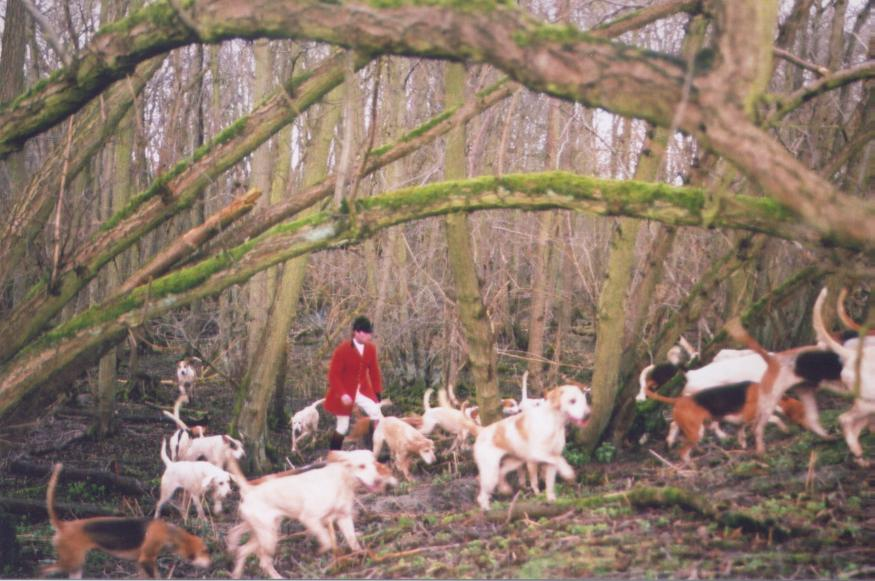
Tradicional caça de guineu anglesa

Fa molt de temps, un cànid, el gos domèstic, va entaular una associació amb humans. El gos va ser la primera espècie domesticada. El registre arqueològic mostra indiscutiblement les primeres restes de gossos enterrats al costat dels humans 14.700 anys, amb restes disputades de fa 36.000 anys d'antiguitat. Aquestes dates impliquen que els primers gossos van sorgir en temps de caçadors-recol·lectors humans i no del Neolític.
El fet que els llops siguin animals de treball amb estructures socials cooperatives pot haver estat el motiu pel qual es va desenvolupar la relació. Els humans es van beneficiar de la lleialtat, cooperació, treball en equip, vigilància i habilitats de seguiment del cànid, mentre que el llop es va poder beneficiar de l’ús d’armes per combatre les preses més grosses i el repartiment de menjar. És possible que els humans i els gossos hagin evolucionat junts.
Entre els cànids, només se sap que el llop gris depreda els humans. No obstant això, s'han publicat almenys dos registres d'atacs de coiotes que van matar humans, i almenys dos informes més de xacals daurats que van matar nens. Els éssers humans han atrapat i caçat algunes espècies de cànids pel pelatge i algunes, especialment el llop gris, el coiot i la guineu vermella, per practicar esport. Actualment, els cànids com el gos salvatge africà estan en perill a la natura a causa de la persecució, la pèrdua d’hàbitat, l'esgotament de les espècies de preses ungulades i la transmissió de malalties dels gossos domèstics.